# Scolecophidia
Los escolecofídios (Scolecophidia) son un infraorden de las serpientes. Se conocen como serpientes ciegas. Su tamaño varía desde 10 hasta 100 cm de largo. Son especies fosoriales. Incluye una superfamilia, Typhlopoidea, 5 familias y 415 especies.

## Familias
- Anomalepididae Taylor, 1939 - 18 especies. América del Sur y Central.
- Gerrhopilidae Vidal, Wynn, Donnellan & Hedges, 2010 - 18 especies. Sur y sudeste de Asia.
- Leptotyphlopidae Stejneger, 1892 -  118 especies. América, África y Asia.
- Typhlopidae Merrem, 1820 - 260 especies. Zonas tropicales de África, Oceanía, Asia y América.
- Xenotyphlopidae Vidal, Vences, Branch & Hedges, 2010 - una especie. Madagascar.